# Shallow Life
Shallow Life é o quinto álbum de estúdio da banda italiana Lacuna Coil, lançado em abril de 2009 pelas gravadoras Century Media Records e EMI.
| Críticas profissionais                                                      | Críticas profissionais       |
| Avaliações da crítica                                                       | Avaliações da crítica        |
| Fonte                                                                       | Avaliação                    |
| --------------------------------------------------------------------------- | ---------------------------- |
| Dangerdog Music Reviews                                                     | [ 1 ]                        |
| Kerrang!                                                                    | [carece de fontes?]          |
| Metal Hammer                                                                | (6/10) [carece de fontes?]   |
| Popmatters                                                                  | [ 2 ]                        |
| ZME Music                                                                   | [ 3 ]                        |
| Rock Sound                                                                  | [ 4 ]                        |
| Sputnik Music                                                               | [ 5 ]                        |
| Ciao                                                                        | [carece de fontes?]          |
| Alternative Press                                                           | [carece de fontes?]          |
| Lords of Metal                                                              | (79/100) [carece de fontes?] |
| Esta tabela precisa de ser acompanhada por texto em prosa. Consulte o guia. |                              |

## Faixas
| Edição padrão |                    |         |  |
| N.º           | Título             | Duração |  |
| 1.            | "Survive"          | 3:34    |  |
| 2.            | "I Won't Tell You" | 3:47    |  |
| 3.            | "Not Enough"       | 3:40    |  |
| 4.            | "I'm Not Afraid"   | 3:22    |  |
| 5.            | "I Like It"        | 3:42    |  |
| 6.            | "Underdog"         | 3:40    |  |
| 7.            | "The Pain"         | 4:00    |  |
| 8.            | "Spellbound"       | 3:21    |  |
| 9.            | "Wide Awake"       | 3:51    |  |
| 10.           | "The Maze"         | 3:38    |  |
| 11.           | "Unchained"        | 3:22    |  |
| 12.           | "Shallow Life"     | 4:00    |  |

| Edição Digipak e iTunes Limitada |            |         |  |
| N.º                              | Título     | Duração |  |
| 13.                              | "Oblivion" | 4:08    |  |

| CD & DVD Digipak Exclusivos Play.com |                         |         |  |
| N.º                                  | Título                  | Duração |  |
| 1.                                   | "Video de "Spellbound"" |         |  |

| Edição Japonesa |                    |         |  |
| N.º             | Título             | Duração |  |
| 13.             | "Oblivion"         | 4:08    |  |
| 14.             | "The Last Goodbye" | 4:15    |  |

| Disco 2 da Edição Especial (O disco 1 é o mesmo da edição padrão) |                                |         |  |
| N.º                                                               | Título                         | Duração |  |
| 1.                                                                | "The Last Goodbye"             |         |  |
| 2.                                                                | "Leaving Alone"                |         |  |
| 3.                                                                | "Oblivion"                     |         |  |
| 4.                                                                | "Spellbound" (acústico)        |         |  |
| 5.                                                                | "I Won't Tell You" (acústico)  |         |  |
| 6.                                                                | "Survive" (ao vivo)            |         |  |
| 7.                                                                | "I'm Not Afraid" (ao vivo)     |         |  |
| 8.                                                                | "I Won't Tell You" (ao vivo)   |         |  |
| 9.                                                                | "Tightrope" (ao vivo)          |         |  |
| 10.                                                               | "Fragments Of Faith" (ao vivo) |         |  |
| 11.                                                               | "The Game" (ao vivo)           |         |  |

## Lançamentos
| País/Continente  | Data de lançamento  |
| ---------------- | ------------------- |
| Itália           | 17 de Abril de 2009 |
| Alemanha         | 17 de Abril de 2009 |
| Áustria          | 17 de Abril de 2009 |
| Suíça            | 17 de Abril de 2009 |
| Benelux          | 17 de Abril de 2009 |
| Reino Unido      | 20 de Abril de 2009 |
| França           | 20 de Abril de 2009 |
| Grécia           | 20 de Abril de 2009 |
| Dinamarca        | 20 de Abril de 2009 |
| Noruega          | 20 de Abril de 2009 |
| América do Norte | 21 de Abril de 2009 |
| Espanha          | 21 de Abril de 2009 |
| Portugal         | 21 de Abril de 2009 |
| Suécia           | 22 de Abril de 2009 |
| Finlândia        | 22 de Abril de 2009 |
| Hungria          | 22 de Abril de 2009 |